# SR Leader-Klasse
Die Leader-Klasse der Southern Railway (SR) in Großbritannien war eine Baureihe von Dampflokomotiven in einer Sonderbauart mit mehrzylindrigem Triebwerk. Die Lokomotiven waren als Tenderlokomotiven ausgeführt und sollten im Fernverkehr eingesetzt werden. Nach dem Entwurf von Oliver Bulleid sollten fünf Stück gebaut werden, von denen aber lediglich eine im Jahre 1948 fertiggestellt wurde.

## Geschichte

### Vorgeschichte
Die Ursprünge der Leader-Klasse gehen auf eine Sitzung im Dezember 1944 zurück, bei dem das Lokomotivbau-Programm der Southern Railway diskutiert wurde. Obermaschineningenieur Oliver Bulleid schlug vor, weitere 25 Kriegslokomotiven der Q1-Klasse zu bauen, während der Verkehrsleiter den Bau der gleichen Anzahl Tenderlokomotiven vorschlug. Die Q1-Lokomotiven mit Schlepptender waren nur bedingt geeignet für den Einsatz mit dem Tender voraus, weil die Sicht nach hinten eingeschränkt war.
Die Generaldirektion favorisierte zunächst den Weiterbau der Q1-Klasse, weil für diese das Material bereits vorhanden war. Eine Tenderlokomotive auf der Basis der Q1-Klasse wurde aber noch nicht aufgegeben, denn diese Lokomotive hätte eine deutlich höhere Leistung als die vorhandenen Tenderlokomotiven der M7-Klasse gehabt. Bulleid schlug eine innovative kompakte Lokomotive mit zwei Triebdrehgestellen vor.

### Entwurf
Der erste Entwurf wurde im Februar 1946 als B’B’-Tenderlokomotive mit dem Kessel der Q1-Klasse präsentiert, war aber mit 20,3 t Achslast deutlich zu schwer für den Oberbau. Bulleid änderte den Kessel und fügte bei den Drehgestellen je eine Achse hinzu, sodass eine C’C’-Lokomotive entstand, die er im April desselben Jahres vorstellte.
Die Lokomotive sollte nun die Forderungen des Verkehrsleiters und der Bauingenieure erfüllen. Sie sollte 130 km ohne Wasserfassen und 250 km ohne Bekohlen zurücklegen können. Leistung und Höchstgeschwindigkeit sollten ausreichend sein, sodass mit der Tenderlokomotive die gleichen Züge geführt werden konnten, wie mit einer Q1-Klasse oder einer West-Country-Klasse. Bei einer Bestellung von 25 Stück waren die geschätzten Kosten pro Lokomotive 17.000 £, was inflationsbereinigt 2018 ungefähr 710.000 € entspricht.
Im September 1946 wurde entschieden, vorerst nur fünf Lokomotiven zu bauen, weil die Konstruktion viele Neuerungen hatte, sodass von Kinderkrankheiten ausgegangen werden musste. Die neuartige Hülsensteuerung wurde ab 1947 auf der H1-Klasse Nr. 2039 Hartland Point  ausprobiert und war nach anfänglichen Undichtheiten erfolgreich. Die Lokomotive erreichte bei Versuchsfahrten eine Höchstgeschwindigkeit von 130 km/h.

### Bau
Das Material wurde im Dezember 1946 bestellt, der Bau begann im Juli 1947. Obwohl die Konstruktion noch nicht fertig war, wurde im Mai 1948 in den Brighton Railway Works mit der Fertigung der Rahmen begonnen. Während des Baues der ersten Lokomotive mussten viele Änderungen eingearbeitet werden. Die beiden Dreizylinderblöcke der Dampfmaschine verzogen sich während der Fertigung, sodass die Hülsenventile nicht richtig arbeiten konnten. Trotz diesen Rückschlägen war die erste Lokomotive der Leader-Klasse im Juni 1949 fertiggestellt.

### Versuche

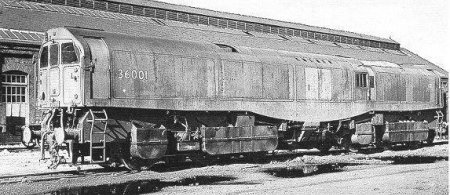
Leader 36001 in den Brighton Works

Mit der Lokomotive wurden Versuchsfahrten ab Brighton ausgeführt, wobei sich viele Probleme zeigten. Bereits im November 1949 wurde festgehalten, dass der Arbeitsplatz des Heizers geändert werden muss. Der Raum im Seitengang war zu klein, sodass dieser die Kohle nicht mit einem normalen Schaufelschwung in die Feuerbüchse befördern konnte. Weiter war es an dieser Stelle unerträglich heiß. Um das Problem zu beheben, wären Änderungen nötig geworden, weshalb die Arbeiten an den vier übrigen Lokomotiven eingestellt wurden.
Weiter zeigte sich, dass die Lokomotive neben vielen kleinen Mängeln viel zu schwer war und eine beachtliche Schieflast hatte. Die Achslast betrug 22,2 t statt 17,2 t, womit die Lokomotive ein Drittel schwerer war als versprochen. Die Radlast der rechten Seite der Lokomotive war 9 t schwerer als die linke, was über 1,5 t pro Achse war.
Obwohl das Projekt bis im Januar 1950 bereits 176.000 £ verschlungen hatte, was 2017 ungefähr 6,5 Mio. € entsprach, wurden die Leistungsmessfahrten begonnen. Es gab Hochgeschwindigkeitsfahrten, jedoch auch Defekte an der Hülsenventilsteuerung. Neben Dampfverlust an den Ventilen bereitete die Schmierung Schwierigkeiten, sodass sich die Hülsen in den Führungen fest fraßen. Die Ketten für den Antrieb der Ventilsteuerung dehnten sich, womit die Steuerung der Dampfzufuhr zu den Zylindern ungenau wurde. Wie bei der Paget-Lokomotive bewährte sich die trockene Feuerbüchse mit der Ausmauerung nicht. Die Schamottsteine bekamen Risse, zerbrachen und fielen manchmal heraus – eine Erfahrung, die auch bei anderen Feuerbüchsen mit Ausmauerungen im Bahnbetrieb gemacht wurde.
Während den Fahrten wurden einige Verbesserungen umgesetzt. So wurde der Mechanismus zur Neigung der Ventilhülsen entfernt, das Spiel in den Achslagerhalter vergrößert, die Lok ballastiert, um die Masse der linken Seite derjenigen der rechten anzugleichen. Die Ausmauerung der Feuerbüchse wurde verbessert, was aber wegen der kleineren Rostfläche wiederum Anpassungen am Blasrohr nötig machte.

### Das Ende
Die Lastmessfahrten erhielten ob den diversen Defekten einen schlechten Bericht und das Projekt wurde im März 1951 aufgegeben, da die Elektrifizierung und die Umstellung auf Dieselbetrieb bereits vor der Tür standen. Die letzte Fahrt der einzigen fertiggestellten Lokomotive fand am 2. November 1950 vor einem 480-t-Regelzug statt, den sie ohne Verspätung ins Ziel brachte. Nach dem Ende des Projektes standen der Prototyp und die anderen angefangenen Loks in verschiedenen Depots herum, bevor sie verschrottet wurden.
Bulleid hatte schon früher das Interesse am Projekt verloren, weil er sich ausrechnete, dass nach der Verstaatlichung der Southern Railway der Nachfolger British Rail kein Interesse an einer solch neuartigen Lokomotive haben würde. Außerdem war er bereits im Rentenalter und bekam die Stelle als Obermaschineningenieur bei der CIÉ in Irland angeboten, wo er die wesentlich erfolgreichere torfgefeuerte CC1 baute, die auf der Leader-Klasse basierte.

## Technik

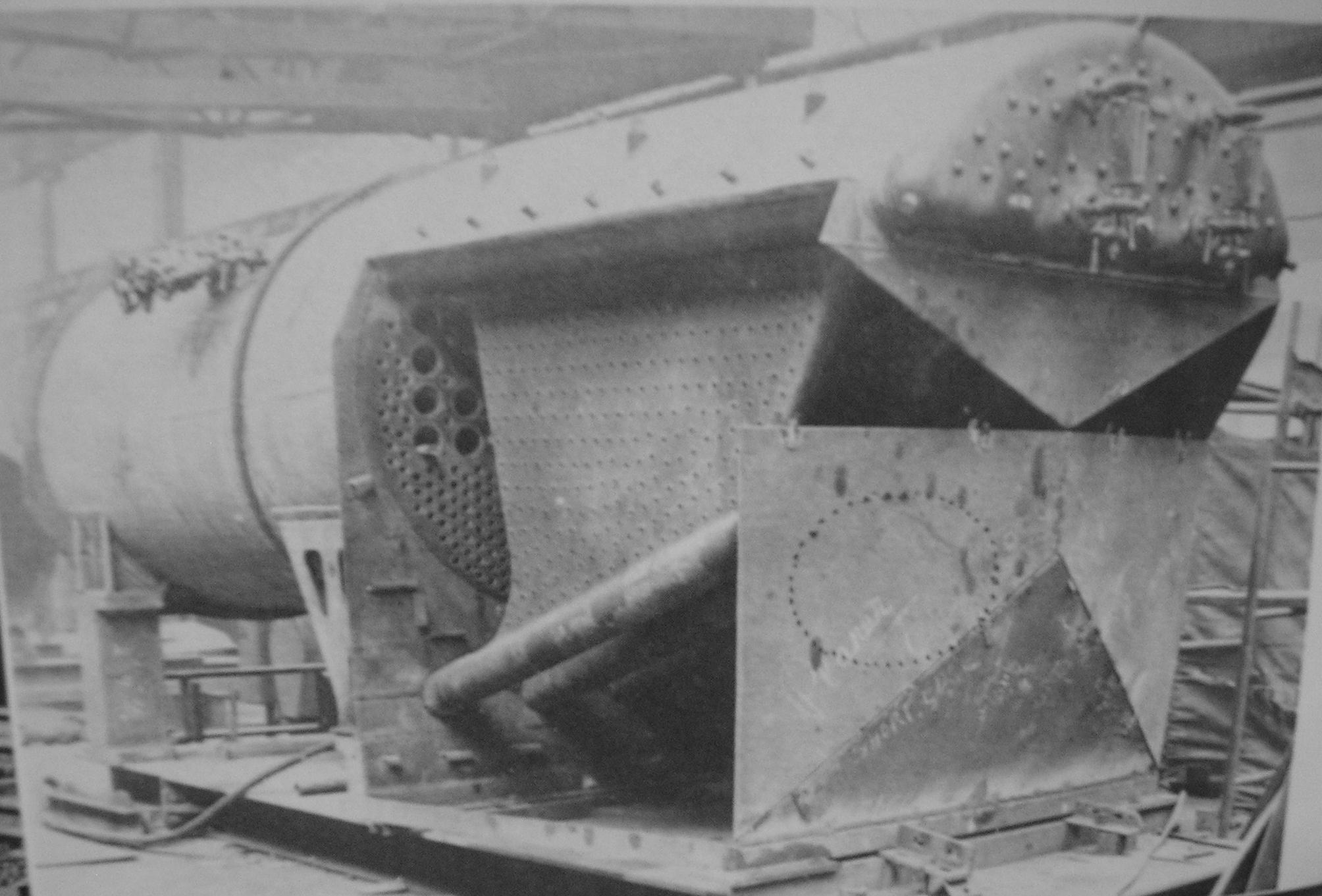
Dampfkessel der Lokomotive im Bau. In der Feuerbüchse sind die Thermosiphon-Elemente zu sehen, an der Rückwand ist das einseitige Feuerloch angedeutet

Die Konstruktion von Bulleid ähnelte vom Äußeren eher einer Elektro- oder Diesellokomotiven als einer Dampflokomotive. Der geschlossene Aufbau hatte Führerstände an beiden Enden, die mit einem Seitengang miteinander verbunden waren. Hinter dem außermittig angeordneten Kessel war ein Platz für den Heizer im Seitengang angeordnet, dahinter befanden sich die Wasser- und Kohlevorräte. Der Antrieb erfolgte durch zwei dreiachsige Triebdrehgestelle.

### Triebwerk

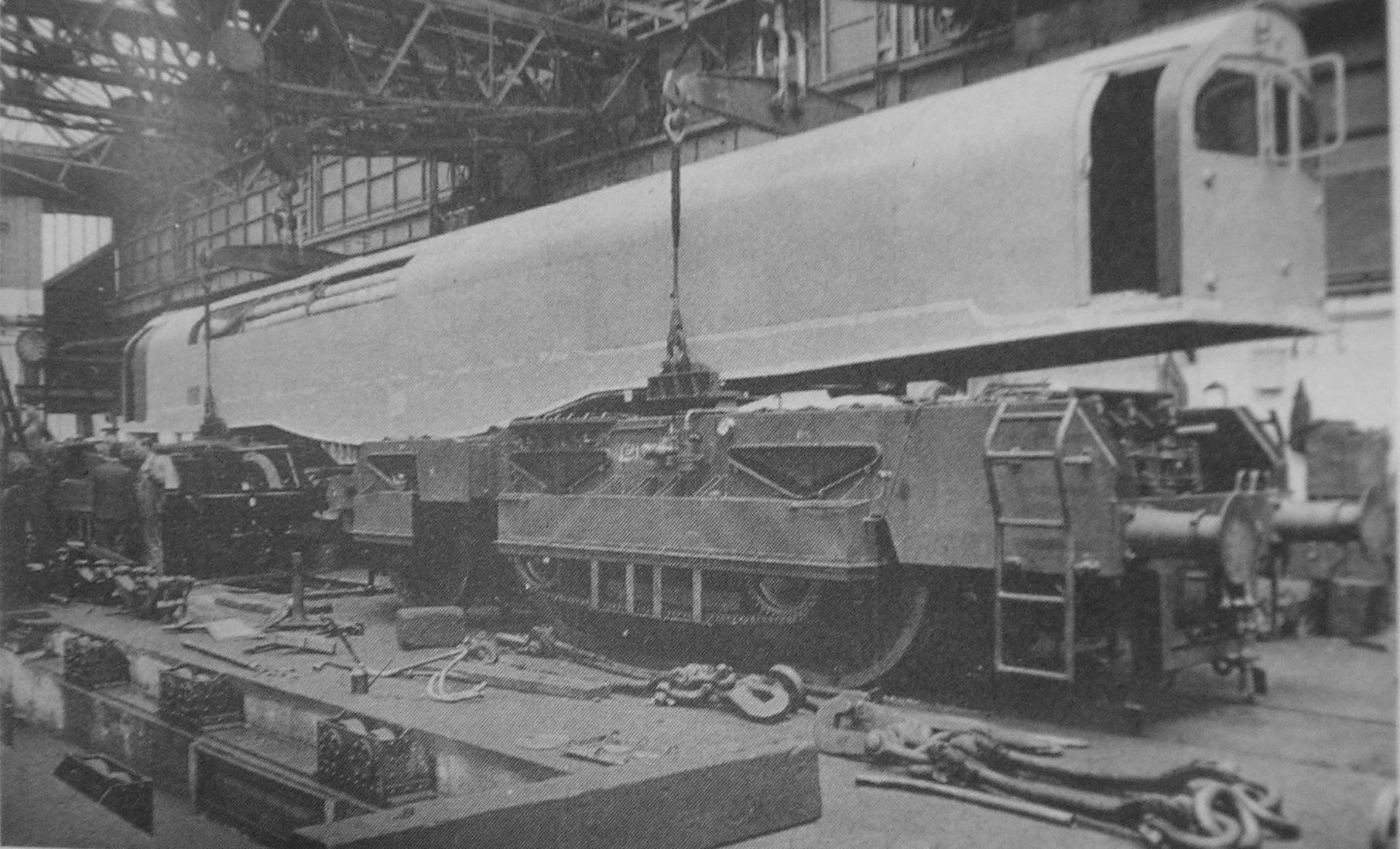
Zerlegte Lokomotive der Leader-Klasse in den Brighton Works

Jedes Drehgestell wurde von einer Dreizylinder-Dampfmaschine angetrieben. Wie bei der Paget-Lokomotive waren die Zylinder der Gleichstromdampfmaschine zwischen den Rädern in einem Block angeordnet. Die Dampfzufuhr wurde mit Hülsenventilen gesteuert, die über Ketten angetrieben wurden. Die Ventile bewegten sich nicht nur hin und her, sondern neigten sich auch während ihrer Bewegung um 30°, was Schwierigkeiten mit den früheren ähnlichen Konstruktionen vermeiden sollte. Diese Vorrichtung wurde während den Versuchsfahrten wieder entfernt. Die schräg vor der Vorderachse angeordneten Zylinder wirkten auf die mittlere Achse des Drehgestells, die Endachsen wurden über einseitig außen am Rahmen liegende Ketten angetrieben.

### Dampfkessel
Der vollständig geschweißte Kessel war als normaler Flammrohrkessel nach Stephenson aufgebaut, hatte aber eine trockene Feuerbüchse. Die klassische Feuerbüchse war eine aufwändige Konstruktion aus Kupfer mit Stehbolzen, die nun wegfiel. Somit sollten Material-, Fertigungs- und Unterhaltskosten eingespart werden. Es kam eine Feuerbüchse mit einer Ausmauerung aus Schamottsteinen an der Rückwand und den Seitenwänden zum Einsatz. Im Gegensatz zum Brotankessel wurde auf jegliche Steigrohre im Bereich der Feuerbüchse verzichtet. Die Feuerbüchsdecke war mit Wasser bedeckt, weiter waren vier Thermosiphon-Elemente in der Feuerbüchse eingebaut. Das Feuerloch war außermittig zur linken Seite an der Feuerbüchsrückwand angeordnet, damit es vom Heizer im Seitengang besser zugänglich war.